# پل معلق منای
پل معلق منای (ویلزی: Pont Grog y Borth) یک پل در میان جزیره انگلسی و کشور ولز است.
این پل که در سال ۱۸۲۶ ساخته شده دارای ۴۱۷ متر طول، ۱۲ متر عرض و ۳۰ متر ارتفاع دارد.

## نگارخانه

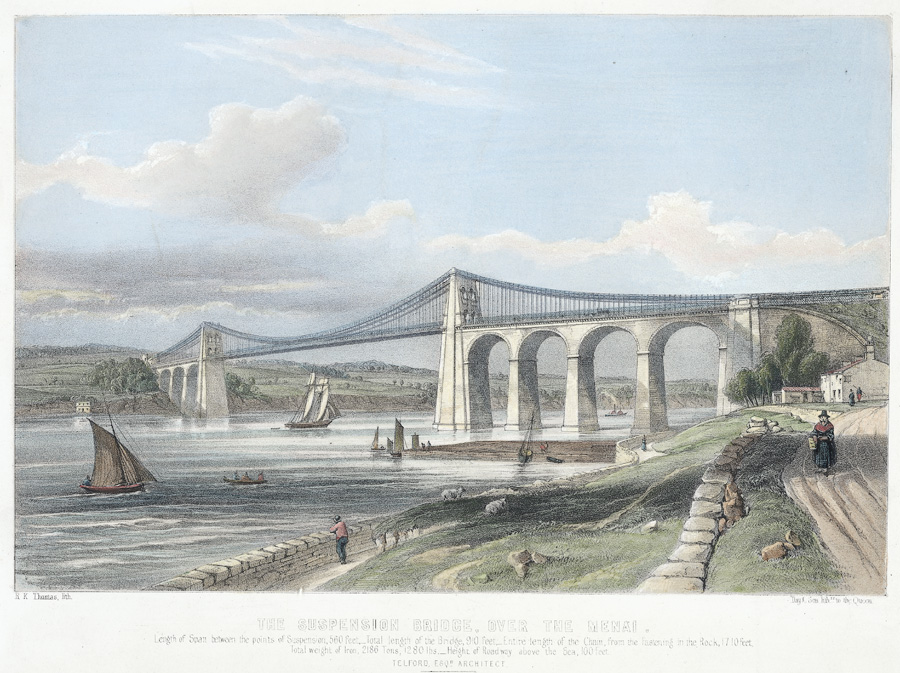
۱۸۴۰
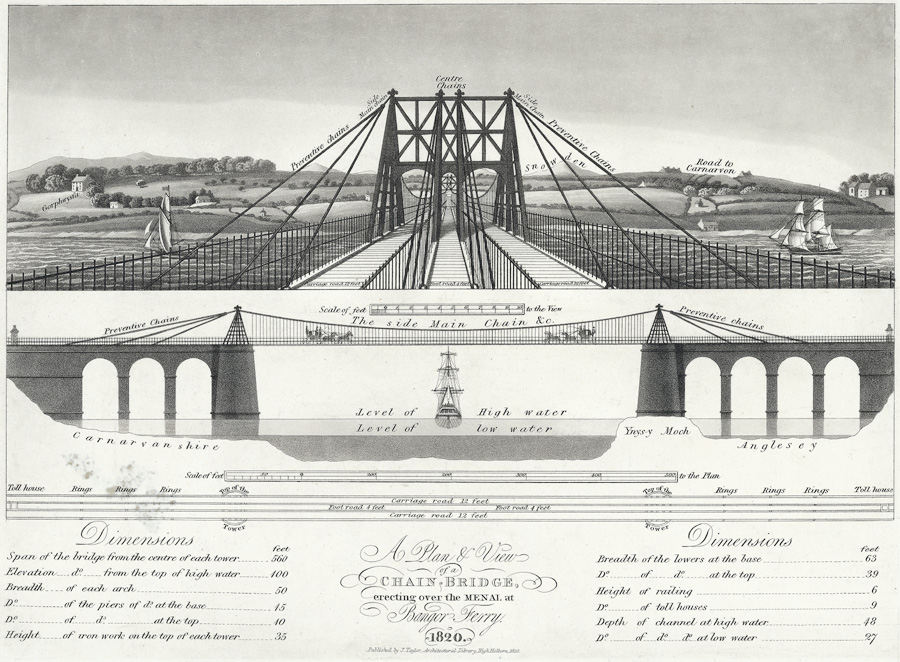
پلان پل، ۱۸۲۰
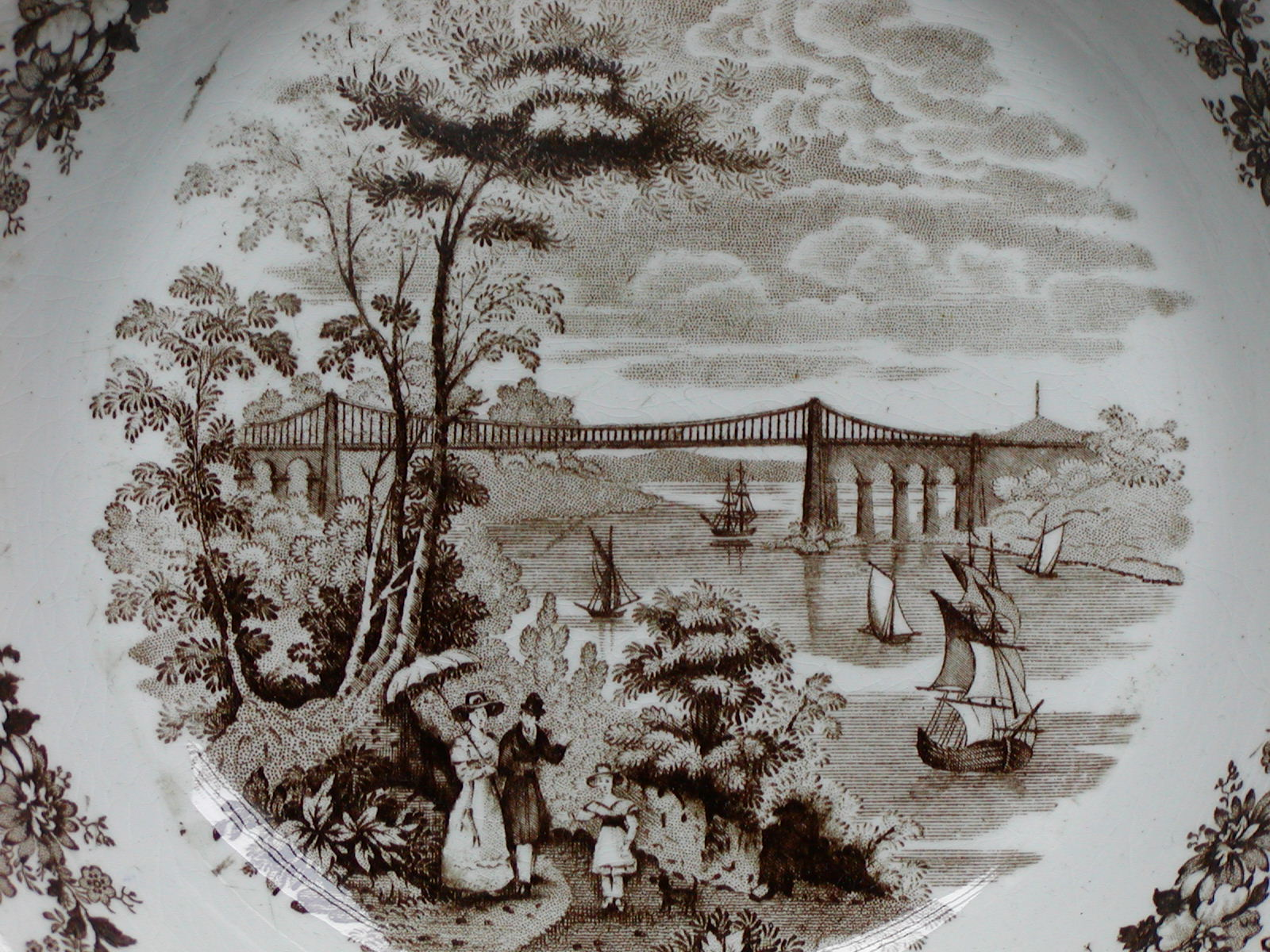
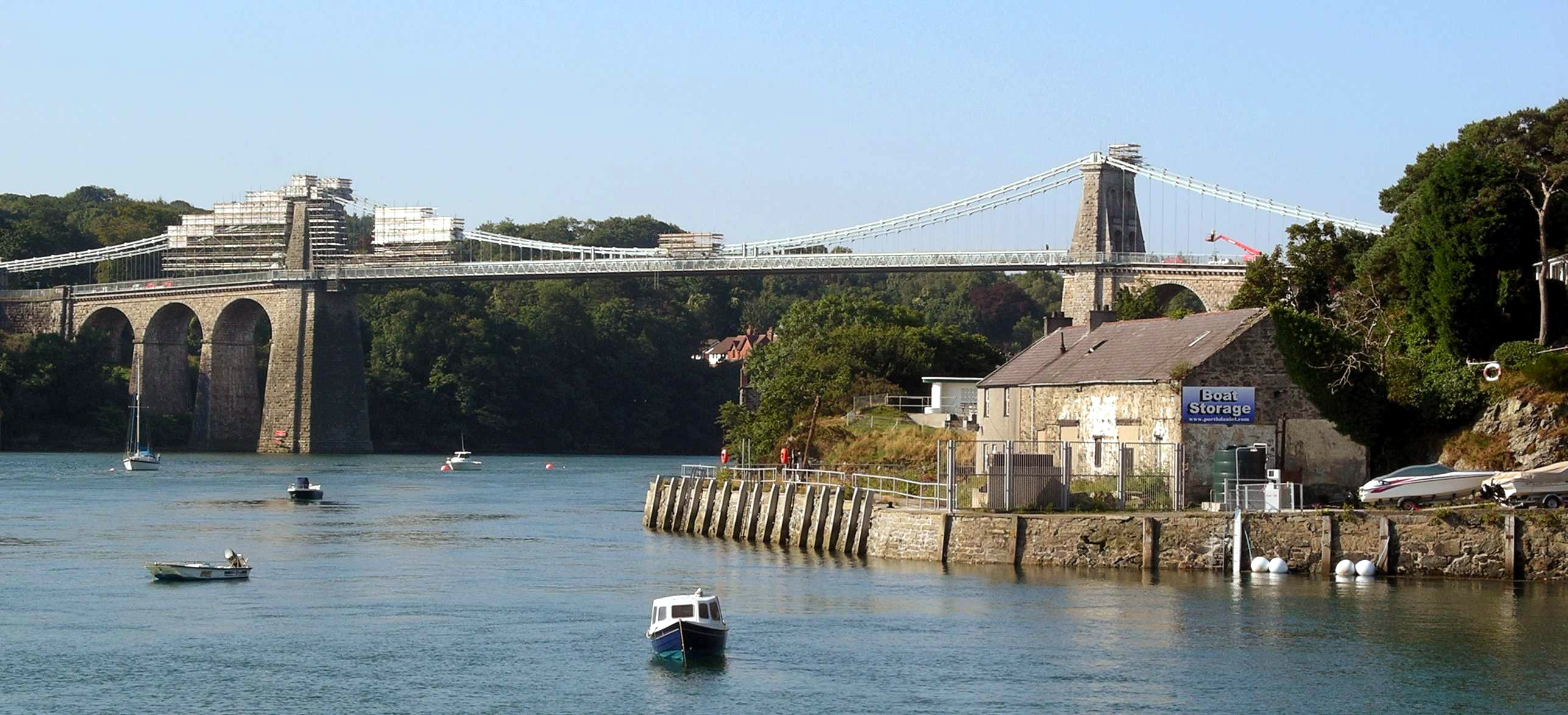
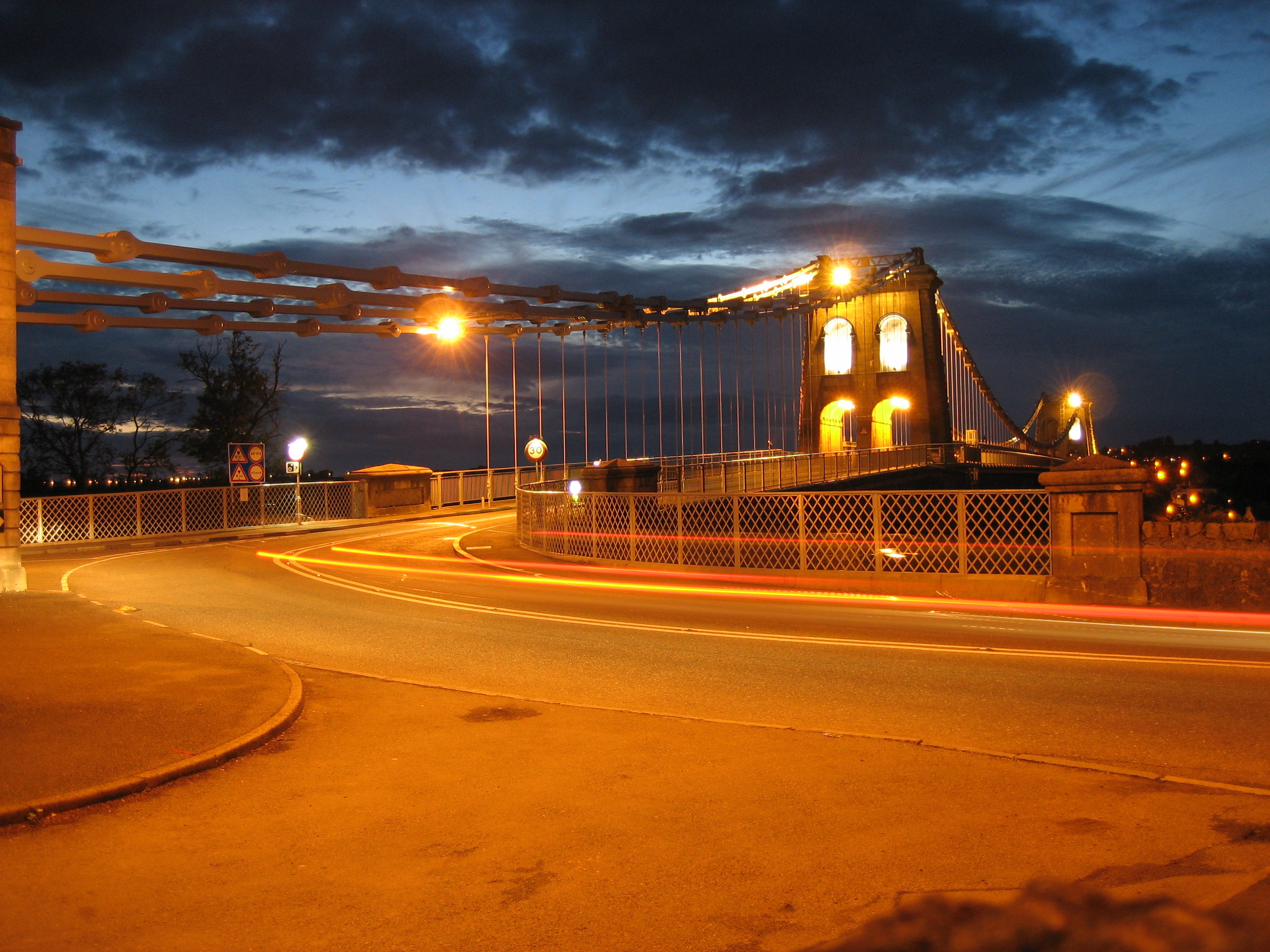